# مارجوري هيليز
مارجوري هيليز (بالإنجليزية: Marjorie Hillis)‏ هي كاتِبة ومؤلفة أمريكية، ولدت في 25 مايو 1890 في بيوريا في الولايات المتحدة، وتوفيت في 1971 في نيويورك في الولايات المتحدة.